# Capitola, Kalifornien
Capitola är en stad (city) i Santa Cruz County, i delstaten Kalifornien, USA. Enligt United States Census Bureau har staden en folkmängd på 9 992 invånare (2011) och en landarea på 4,1 km².